# 金谷元朗
金谷 元朗（1877年〈明治10年〉3月 - 没年不明）は、日本の陸軍軍人・柔術家である。

## 経歴
1877年3月（明治10年）金谷七次郎元良の長男として東京府豊多摩郡角筈新町に生まれる。父の金谷元良は戸塚派楊心流の戸塚彦介英俊の門人であり丹南藩柔術指南役を務めた人物であった。
父の金谷元良は子には何も教えないという方針だったため、金谷元良の兄弟子の今田七郎正儀から戸塚派楊心流を教わった。1895年（明治28年）に今田正儀に入門し、1901年（明治34年）に免許皆伝を受けた。戸塚派楊心流入門前は講道館に籍を置いおり1888年（明治21年）の入門記録が残っている。後に講道館から有段者待遇を受けた。
中学卒業後に陸軍士官学校に入る。陸軍士官学校は13期卒であった。
明治35年に歩兵少尉、明治37年に歩兵中尉、明治42年に歩兵大尉となった。日露戦争に参加して功をもって動六等旭日章を授かった。後に従六位動五等となった。1913年（大正2年）に予備役となった。
1913年に麻布笠町に楊心流道場を開いた。第二次世界大戦前には600余名の弟子がいた。戸塚派楊心流の主な弟子に金谷の後を継いだ保立謙三、香取神道流の杉野嘉男、青木伊太郎などがいた。
1923年9月（大正12年）関東大震災が起きた際、傷病者救護のため金谷元朗の道場が臨時の救護所となった。
1926年（大正15年）大日本武徳会柔道教士を受けた。
1937年（昭和12年）に大日本武徳会柔道範士となった。

攻玉社の柔術師範を務めた。